# Habilidad (juegos de rol)
En los juegos de rol las habilidades son valores estadísticos que los directores de juego y los jugadores utilizan para resolver las acciones emprendidas por sus personajes, ya sean personajes jugadores o no jugadores, o incluso criaturas, animales u otros seres vivos susceptibles de ver sus acciones representadas en la ficción del juego. En la inmensa mayor parte de juegos de rol las habilidades de un personaje jugador están representadas por valores numéricos anotados en una hoja fotocopiable o imprimible, la hoja de personaje.

## Descripción general
A diferencia de las características las habilidades no representan los valores esenciales definitorios de un personaje. Mientras que las características son reducidas en número, prácticamente invariables y representan los aspectos más determinantes del personaje, las habilidades son numerosas, varían con la experiencia y no representan lo que el personaje es sino lo que sabe o es capaz de hacer. Las habilidades cumplen por tanto una función esencial en los juegos de rol: son un modo artificial de representar aquellas acciones en las que los personajes de los jugadores corren el riesgo de fallar, lo que en muchas ocasiones acarrea consecuencias radicalmente diferentes en el curso de una partida según uno o varios personajes hayan obtenido éxito o hayan fallado en la puesta en práctica de algunas de sus habilidades, y a veces en una sola.
Por regla general las habilidades aparecen listadas en el manual de reglas de cada juego de rol. Junto a las listas de habilidades los manuales suelen añadir descripciones de cada una de ellas así como las reglas necesarias para su utilización durante el juego. Paralelamente la hoja de personaje también ha de incluir si no la totalidad de habilidades del juego al menos sí las más importantes o las que son más susceptibles de ser utilizadas en el curso de una partida. De este modo el jugador puede referirse a los valores que su personaje tiene en determinada habilidad a la hora de emprender determinada acción. Sin embargo la mayor parte de las acciones emprendidas por los personajes no necesitan recurrir al uso de las habilidades estadísticas del juego: abrir una puerta que no está cerrada con llave, hablar en francés cuando se interpreta a un personaje francés, cruzar un pasillo, abrir un grifo y servirse un vaso de agua, leer un libro en su propia lengua materna cuando el personaje ha sido escolarizado en su propio país, entrar en una tienda para comprar una bufanda, hacer una llamada telefónica mediante un teléfono en estado de uso etc, todas estas acciones son ejemplos en los que el director de juego no debería, en condiciones normales, exigir que el jugador recurra a una de sus habilidades. Sin embargo abrir una puerta cerrada con llave cuando no se dispone de la llave que la abre, hablar en francés cuando se interpreta a un personaje que tiene un bajo nivel de conocimientos en esa lengua, cruzar un pasillo cada vez más inclinado en el interior de un barco que se está hundiendo, reparar un grifo estropeado o encontrar el paso del agua para poder servirse un vaso de agua, leer un libro en su propia lengua materna cuando el personaje no ha sido escolarizado en su propio país, entrar en una tienda para comprar una bufanda cuando en todo el pueblo hay pancartas de búsqueda y captura del personaje interpretado por el jugador, reparar un teléfono que ya no está en estado de uso para poder hacer una llamada telefónica etc, todas estas acciones, por la posibilidad evidente de fallo en la acción emprendida, requieren del uso de las habilidades estadísticas del juego de rol al que los jugadores estén jugando.

## Puesta en práctica
En la inmensa mayor parte de los juegos de rol las habilidades se ponen en práctica mediante tiradas de dados, aunque existen juegos de rol como Amber (1991), en los que no se requieren tales tiradas de dados, o como Príncipe Valiente (1989), en los que se usan monedas en vez de dados. De todos modos, tal y como están usadas en Príncipe Valiente, las monedas hacen de dados de dos caras, con resultados de «cara» o «cruz».
El uso de dados aporta un elemento de azar a la puesta en práctica de las habilidades de un personaje en un juego de rol, pero naturalmente no todo puede estar basado en el azar. Un jugador que interpreta a un jinete experto no puede realizar sus tiradas de dados para la habilidad «cabalgar» en las mismas condiciones que aquellos jugadores que interpretan personajes que no hayan montado nunca ningún animal. Para representar los diferentes grados de habilidad que existen entre los personajes más hábiles y los menos hábiles, los diferentes juegos de rol, en función de sus respectivos sistemas de juego, utilizan diferentes métodos de representación de las habilidades. He aquí algunos ejemplos de los tipos de habilidades más habituales:
- Habilidad por modificador: el valor atribuido a la habilidad es un modificador numérico, positivo o negativo (aunque en general es positivo, por ejemplo +11) destinado a superar un número de dificultad impuesto por el director de juego, en función de cada sistema de reglas. El modificador se suma al resultado obtenido con la tirada de dado o de dados y si el resultado es superior al número de dificultad la acción emprendida es un éxito, si no, es un fallo. Ejemplos de juegos de rol que utilizan este sistema de habilidades son, por ejemplo, la tercera edición de Dungeons & Dragons[2] (2000) o el juego de rol español ¡Piratas![3] (1994).

- Habilidad por reserva de dados: en el llamado sistema de «reserva de dados» (dice pool en inglés) la habilidad también debe superar un número de dificultad sólo que los dados utilizados en la tirada son los que corresponden al grado de habilidad del personaje: de cuantos más dados disponga el personaje en una habilidad más posibilidades tendrá de realizarla con éxito. Éste es el sistema de juego del sistema D6, en el que se utilizan exclusivamente dados de seis caras. Ejemplos de juegos de rol que utilizan este sistema de habilidades son Los Cazafantasmas[4] (1986) o Star Wars[5] (1987).

- Habilidad por consulta de tablas: en este sistema la habilidad está expresada mediante un modificador numérico al que otros modificadores vienen a sumarse o a restarse, en función de la dificultad de la acción emprendida o de factores que modifican tal dificultad. El resultado de la tirada de dados se suma al modificador resultante y el resultado final se consulta en una tabla en la que los grados de éxito o de fracaso aparecen descritos, a veces con gran lujo de detalles. Ejemplos de este sistema de habilidades son los juegos de rol más representativos de la hoy en día desaparecida editorial estadounidense Iron Crown Enterprises: Rolemaster[6] (1980) y El Señor de los Anillos[7] (1984).

- Habilidad porcentual: el sistema porcentual es el sistema de resolución de acciones inventado por la editorial Chaosium para su juego de rol RuneQuest en 1978 y simplificado en 1980 en el sistema Basic Role-Playing. En este sistema las habilidades están expresadas en porcentajes (por ejemplo, 64%). Para resolver la acción emprendida el jugador debe entonces hacer una tirada de dado de cien: si el resultado es igual o inferior al porcentaje que el personaje tiene en la habilidad en cuestión la acción es un éxito, si no, es un fallo. Por su sencillez y su facilidad de aplicación (un porcentaje expresa muy bien tanto las posibilidades de éxito como el grado de habilidad de una persona) el sistema porcentual ha sido uno de los sistemas de resolución de acciones de más éxito de la historia de los juegos de rol. Ejemplos de juegos de rol de Chaosium que utilizan este sistema son, por ejemplo, RuneQuest[8] (1978), Stormbringer[9] (1981) y La llamada de Cthulhu[10] (1981). Ejemplos de juegos de rol españoles que utilizan este sistema son, por ejemplo, Aquelarre[11] (1990) o Far West[12] (1993).